# NGC 656
NGC 656 је спирална галаксија у сазвежђу Рибе која се налази на NGC листи објеката дубоког неба.
Деклинација објекта је + 26° 8' 36" а ректасцензија 1h 42m 27,3s. Привидна величина (магнитуда) објекта NGC 656 износи 12,4 а фотографска магнитуда 13,4. NGC 656 је још познат и под ознакама UGC 1194, MCG 4-5-2, CGCG 482-4, KARA 61, PGC 6293.